# Strophanthus petersianus
Strophanthus petersianus är en oleanderväxtart som beskrevs av Johann Friedrich Klotzsch. Strophanthus petersianus ingår i släktet Strophanthus och familjen oleanderväxter. Inga underarter finns listade i Catalogue of Life.